# Frans Åhlund
Frans Andreas Åhlund, född den 21 november 1888 i Foss församling, Göteborgs och Bohus län, död den 27 februari 1966 i Göteborg, var en svensk militär. Han var brorson till Gustaf Åhlund.
Åhlund blev underlöjtnant vid Bohusläns regemente 1910, löjtnant där 1915 och kapten där 1925. Han befordrades till major i armén 1934, vid Älvsborgs regemente 1936, till överstelöjtnant vid Norrbottens regemente 1938, vid Älvsborgs regemente 1940 och till överste på arméns reservstat 1941. Åhlund blev riddare av Svärdsorden 1931.